# Geosesarma
Geosesarma is een geslacht van kreeftachtigen uit de klasse van de Malacostraca (hogere kreeftachtigen).

## Soorten
- Geosesarma aedituens Naruse & Jaafar, 2009
- Geosesarma albomita Yeo & Ng, 1999
- Geosesarma amphinome (de Man, 1899)
- Geosesarma angustifrons (A. Milne-Edwards, 1869)
- Geosesarma araneum (Nobili, 1900)
- Geosesarma aurantium Ng, 1995
- Geosesarma bau Ng & Grinang, 2004
- Geosesarma bicolor Ng & Davie, 1995
- Geosesarma cataracta Ng, 1986
- Geosesarma celebense (Schenkel, 1902)
- Geosesarma clavicrure (Schenkel, 1902)
- Geosesarma confertum (Ortmann, 1894)
- Geosesarma danumense Ng, 2002
- Geosesarma foxi (Kemp, 1918)
- Geosesarma gordonae (Serène, 1968)
- Geosesarma gracillimum (de Man, 1902)
- Geosesarma hednon Ng, Liu & Schubart, 2004
- Geosesarma ianthina Pretzmann, 1985
- Geosesarma insulare Ng, 1986
- Geosesarma johnsoni (Serène, 1968)
- Geosesarma katibas Ng, 1995
- Geosesarma krathing Ng & Naiyanetr, 1992
- Geosesarma lawrencei Manuel-Santos & Yeo, 2007
- Geosesarma larsi Ng & Grinang, 2018
- Geosesarma leprosum (Schenkel, 1902)
- Geosesarma maculatum (de Man, 1892)
- Geosesarma malayanum Ng & Lim, in Ng, 1986
- Geosesarma nannophyes (de Man, 1895)
- Geosesarma nemesis Ng, 1986
- Geosesarma noduliferum (de Man, 1892)
- Geosesarma notophorum Ng & C. G. S. Tan, 1995
- Geosesarma ocypodum (Nobili, 1900)
- Geosesarma penangense (Tweedie, 1940)
- Geosesarma peraccae (Nobili, 1903)
- Geosesarma protos Ng & Takeda, 1992
- Geosesarma rathbunae (Serène, 1968)
- Geosesarma rouxi (Serène, 1968)
- Geosesarma sabanum Ng, 1992
- Geosesarma sarawakense (Serène, 1968)
- Geosesarma scandens Ng, 1986
- Geosesarma serenei Ng, 1986
- Geosesarma solomonense (Serène, 1968)
- Geosesarma starmuhlneri Pretzmann, 1984
- Geosesarma sumatraense Ng, 1986
- Geosesarma sylvicola (de Man, 1892)
- Geosesarma ternatense (Serène, 1968)
- Geosesarma teschi Ng, 1986
- Geosesarma thelxinoe (de Man, 1908)
- Geosesarma tiomanicum Ng, 1986
- Geosesarma vicentense (Rathbun, 1914)